# まめまつり
まめまつりは、東京都浅草橋で開催されている自作豆本の展示即売会である。第1回は、2006年1月29日に開催され500人以上が参加した。まめまつりは、同人誌即売会に準拠して運営されている。
このため、デパートや画廊などで行なわれている通常の展示会とは大きく異なっており、各参加者は前もって、運営ルールを確認しておくことが求められている。
第2回は、2007年4月8日(日)11:00-15:30で浅草橋(東京卸商センター)において開催された。この回をもって、まめまつりは終了。2008年は、まめまつりの参加者の一人が、まめまつりの形を踏襲したイベント「豆本フェスタ」を開催した。